# Arsenal Saint-Hilaire

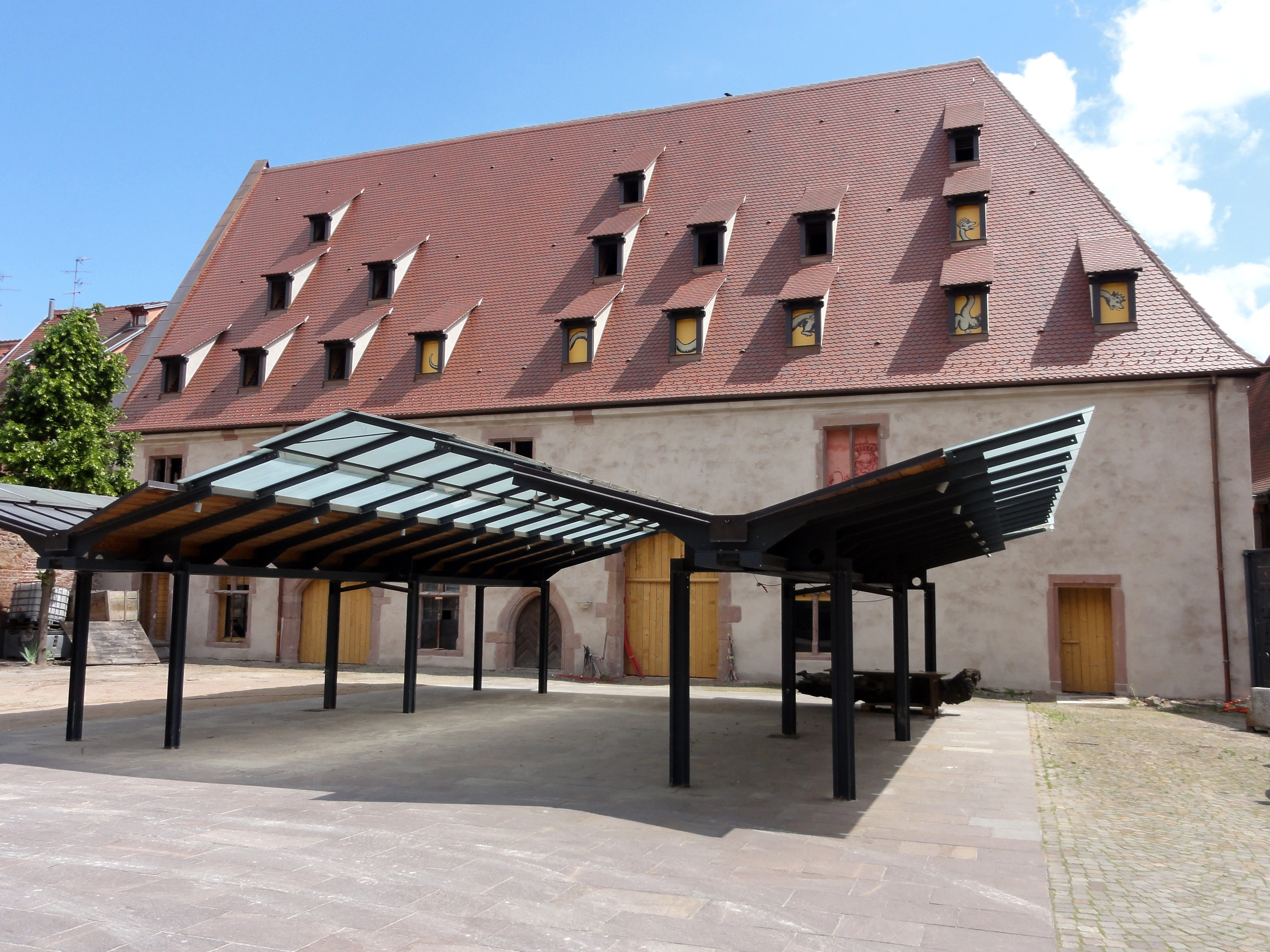
Arsenal in Saint-Hilaire

Das Arsenal Saint-Hilaire in Schlettstadt, einer französischen Stadt im Département Bas-Rhin in der ehemaligen Region Elsass, wurde 1518 errichtet. Das Arsenal an der Rue des Chevaliers Nr. 2a ist seit 1984 als Monument historique klassifiziert. Im Jahr 1785 wurde das Arsenal nach dem Artilleriekommandanten Marc Gaspard Capriol de Saint-Hilaire benannt.
Das Arsenal bestand ursprünglich aus zwei Gebäuden, von denen eines um 1910 abgerissen wurde.
Das Gebäude aus Ziegelstein besitzt Eckquaderungen aus rotem Sandstein. Das Dach, das im Jahr 2014 erneuert wurde, ist mit Biberschwänzen gedeckt.